# Савицька Галина Омелянівна
Галина Омелянівна Савицька, у шлюбі — Голояд, Дребот (псевдо: «Ганна», «Марта» (Марта І), «Марта Гай», «Оксана», «Ярина», «Р.», «25»; 30 червня 1922, Львів — 2 січня 2003, Київ) — діячка УПА, українська поетеса, письменниця та журналістка. Референтка пропаганди Яворівського надрайонного проводу ОУН, членкиня національної спілки письменників України, лицарка Срібного хреста заслуги УПА.

## Життєпис
Народилася 30 червня 1922 року в місті Львові. Батько працював в українському банку «Дністер», мати — вчителювала. Після смерті батька, мати, щоб заробити на шматок хліба, переїхала до Польщі, де працювала в школі.
Закінчила гімназію і математично-фізичний ліцей в місті Тарнів (Польща) в інтернаті при монастирі Святих сестер Урсулянок.
За Польщі вона, як і мати, були репресовані. Мати була поранена під час польсько-українських боїв у Львові. Матері заборонили вчителювати у воєводствах з українським населенням, а дочці заборонили вчитися в тих же воєводствах.

### Діяльність в ОУН
У 1939 вступає в Організацію українських націоналістів, проходить вишкіл у Закерзонні. Провідниця ланки жіночої сітки у складі Личаківського районного проводу ОУН м. Львова та вишкільниця УЧХ (1943-03.1944), заступниця референта УЧХ Львівського обласного проводу ОУН (11.1944-02.1945), провідниця жіночої сітки та референтка УЧХ Перемиського окружного проводу ОУН (02.-09.1945).
Згодом зв'язкова для окремих доручень Львівського крайового проводу ОУН (10.1945-02.1946), на лікуванні у Львові (02.1946-04.1946), співробітниця референтури пропаганди Львівського крайового (05.1946-05.1947), Львівського окружного (05.-10.1947), Яворівського надрайонного (10.1947) проводів ОУН, референтка пропаганди Яворівського надрайонного проводу ОУН (11.1947-04.1949), виконувала окремі доручення при Львівському окружному проводі (04.-09.1949), технічна працівниця ГОСП та зв'язкова Петра Федуна — «Полтави» (09.1949-6.05.1950).

### Арешт і ув'язнення

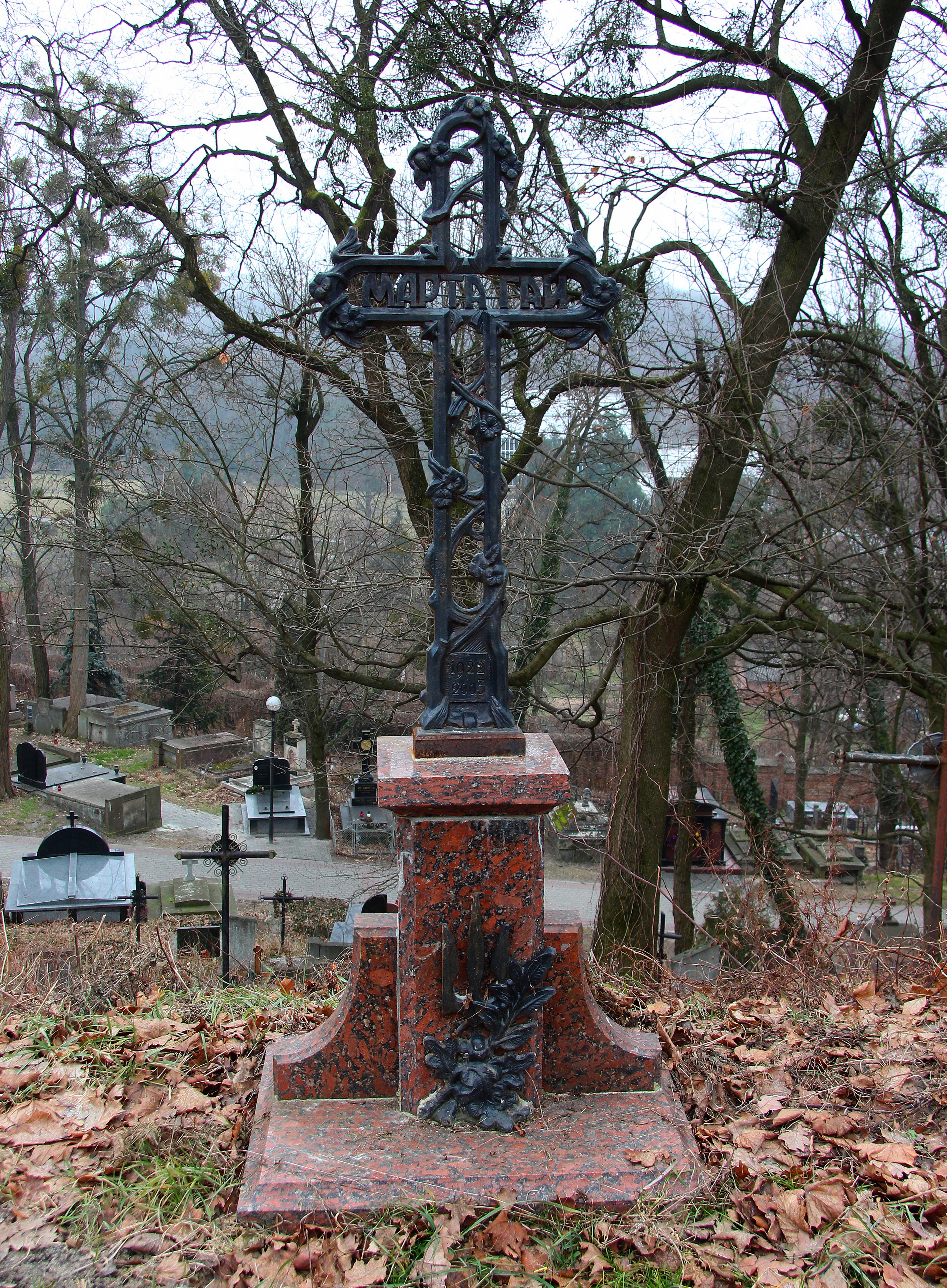
Могила Галини Савицької-Голояд на Личаківському цвинтарі

Затримана співробітниками МГБ 6.05.1950 року у Львові під час спроби зв'язатися з Романом Шухевичем — «Тарасом Чупринкою». Засуджена Військовим трибуналом військ МВД Львівської області 3-4.04.1951 р. за ст.ст. 20-54-1а, 54-11 КК УРСР до 25 років «виправно-трудових» таборів та 5 років позбавлення прав. Термін ув'язнення відбувала у Володимирській тюрмі (де зустрілась з подругами Катрусею Зарицькою та Галиною Дидик), а згодом у Мордовських таборах. Там була ще двічі суджена: вперше за втечу, вдруге за бунт, точніше за захист польки Стефи Ваврикович.

### Звільнення
Звільнена 20.08.1964, повернулась в Україну до матері. Жити в більших культурних центрах не дозволили, і вона прописалася в місті Бурштин Галицького району.
З перших днів звільнення Марта Гай веде широку виховну, суспільну працю. Організує при Палаці Культури Ляльковий театр, опісля клуб «Юний друг природи», в якому виховує не одне покоління дітей. Після «перебудови» веде «Школу молитви», а також постійно веде в школах уроки релігії. Організує патріотичне жіноцтво а клуб «Берегиня», де посилено ведеться виховання молоді, влаштовуються свята Крут, архангела Михаїла, влаштовуються при Бурштинському телебаченню для дітей релігійно-патріотичні відеозаписи. Веде по телебаченню цикл передач «Я з вами». Виступала в Бурштині та Івано-Франківську з доповідями на телебаченні, а також на радіо.
Зібрала багато архівних даних про боротьбу українського народу на Східних землях, а також про ОУН-УПА.
Померла та була похована в Києві, де проживає її син — художник і скульптор Богдан Голояд. Пізніше перепохована у Львові, на 38 полі Личаківського цвинтаря.

## Літературна діяльність
- Дилогія «Дорога», «Двобій з дияволом»,
- Філософські праці: «Двадцять роздумів», «Філософський щоденник», «Ярослав Осмомисл», «Серце повстання»,
- збірки поезій «До зорі» (1950),
- збірки оповідань «Люди підпілля» (1950) та брошури «В'язень».

Друкувалася в Україні, Великій Британії, Канаді, Чехії та інших країнах.
Член Національної спілки письменників України (1995), лауреатка журналістської премії ім. Петра Полтави.